# 입창
입창(立唱)은 한 사람이 장구를 메고 소리를 메기면 소고를 쥔 4 ~ 5 사람이 일렬로 늘어서 전진 또는 후퇴하여 발림춤을 추면서 제창으로 소리를 받는 음악이다. 서서 소리낸다고 하여 선소리 또는 입창이라고 부른다. 넓은 의미의 입창은 산타령 외에도 보렴, 화초사거리, 양산도, 방아타령, 자진방아타령, 경복궁타령 등을 포함하지만 좁은 의미의 입창은 산타령만을 의미하기도 한다. 산타령에는 경기 산타령과 서도 산타령이 있다.

## 연혁
입창은 원래 사당패의 소리이다. 사당패는 수백년 전부터 절간에서 타락한 일부 우바새와 우바이들이 민가로 혹은 절로 떼를 지어 돌아다니면서 매창매기를 하였다. 이 사당패의 본원지는 경기도 안성시에 있는 청룡사로 알려져 있다.

## 종류
입창 즉 선소리는 불리는 지방에 따라 경기입창, 서도입창, 남도입창의 세 가지로 구분된다. 경기입창이 원형으로 추정되고 서도입창은 경기입창에서 파생된 것으로 추정된다. 남도입창도 남도육자배기 가락이 아닌 대목이 있는 것으로 보아 경기입창과 관계가 있는 것으로 보인다.